# Monroe County (Iowa)
Das Monroe County ist ein County im US-Bundesstaat Iowa. Bei der Volkszählung im Jahr 2020 hatte das County 7577 Einwohner und eine Bevölkerungsdichte von 6,8 Einwohnern pro Quadratkilometer. Der Verwaltungssitz (County Seat) ist Albia.

## Geographie
Das County liegt im Südosten von Iowa, ist im Süden etwa 40 km von Missouri entfernt und hat eine Fläche von 1.124 Quadratkilometern, wovon zwei Quadratkilometer Wasserfläche sind. Es grenzt an folgende Nachbarcountys:
| Marion County |                  | Mahaska County |
| Lucas County  |                  | Wapello County |
| Wayne County  | Appanoose County | Davis County   |

## Geschichte

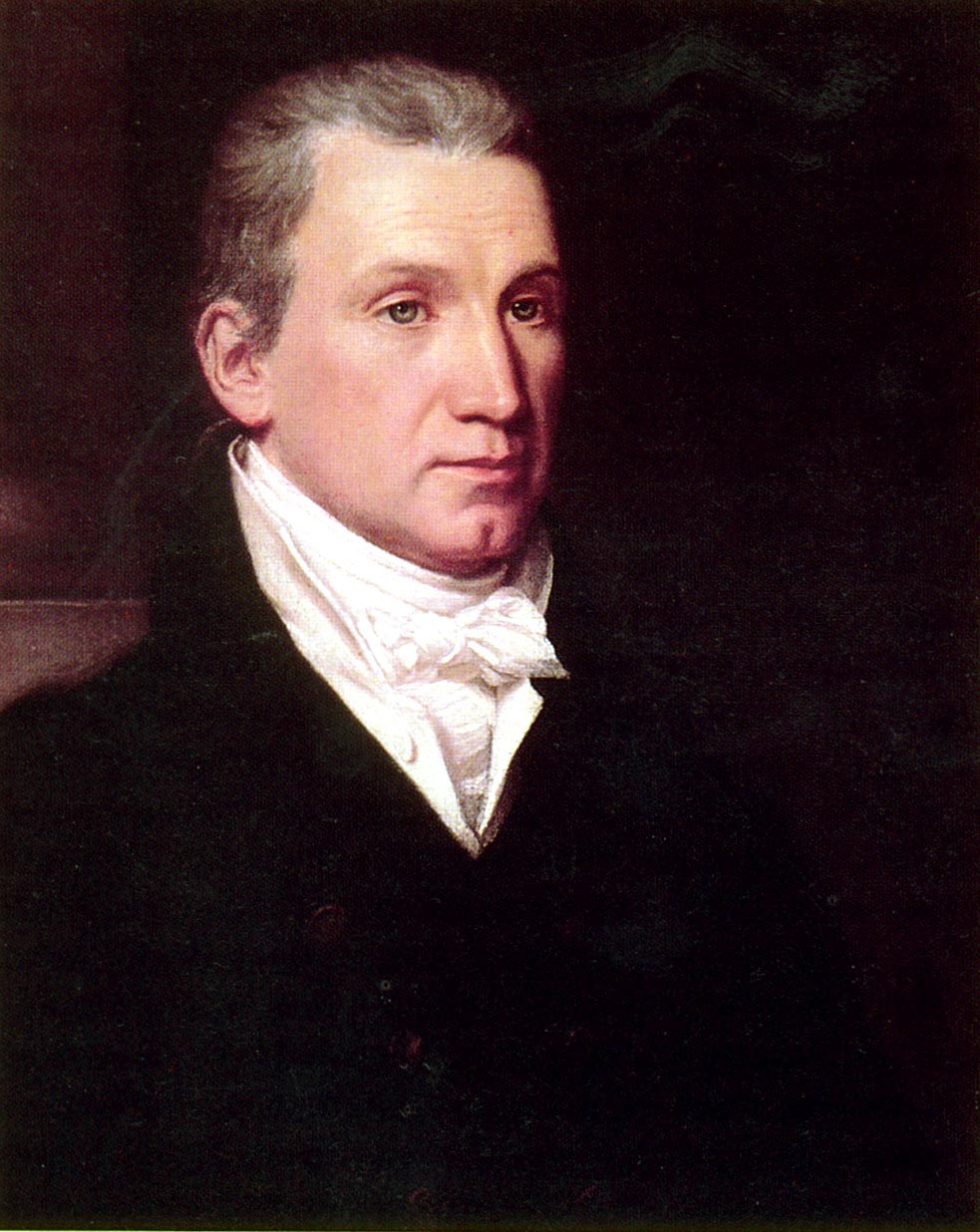
J. Monroe

Das Monroe County wurde am 17. Februar 1843 aus ehemaligen Teilen des Wapello County gebildet. Benannt wurde es nach dem James Monroe (1758–1831), dem fünften Präsidenten der Vereinigten Staaten (1817–1825).

11 Bauwerke und Stätten des Countys sind im National Register of Historic Places eingetragen.

## Demografische Daten
Nach der Volkszählung im Jahr 2010 lebten im Monroe County 7.970 Menschen in 3.237 Haushalten. Die Bevölkerungsdichte betrug 7,1 Einwohner pro Quadratkilometer.
Ethnisch betrachtet setzte sich die Bevölkerung zusammen aus 97,4 Prozent Weißen, 0,3 Prozent Afroamerikanern, 0,1 Prozent amerikanischen Ureinwohnern, 0,4 Prozent Asiaten sowie aus anderen ethnischen Gruppen; 1,3 Prozent stammten von zwei oder mehr Ethnien ab. Unabhängig von der ethnischen Zugehörigkeit waren 2,1 Prozent der Bevölkerung spanischer oder lateinamerikanischer Abstammung.
In den 3.237 Haushalten lebten statistisch je 2,32 Personen.
24,2 Prozent der Bevölkerung waren unter 18 Jahre alt, 57,2 Prozent waren zwischen 18 und 64 und 18,6 Prozent waren 65 Jahre oder älter. 50,1 Prozent der Bevölkerung war weiblich.

Das jährliche Durchschnittseinkommen eines Haushalts lag bei 41.103 USD. Das Prokopfeinkommen betrug 20.140 USD. 12,9 Prozent der Einwohner lebten unterhalb der Armutsgrenze.

## Orte im Monroe County
Citys
- Albia
- Eddyville1
- Lovilia
- Melrose

Unincorporated Communitys
- Avery
- Georgetown
- Hiteman
- Weller

1 teilweise im Mahaska und im Wapello County

## Gliederung
Das Monroe County ist in 12 Townships eingeteilt:
| - Bluff Creek Township - Cedar Township - Franklin Township - Guilford Township | - Jackson Township - Mantua Township - Monroe Township - Pleasant Township | - Troy Township - Union Township - Urbana Township - Wayne Township |

## Religion
Katholische Pfarreien existieren in Albia (St. Mary), Georgetown (St. Patrick), Lovilia (St. Peter) und Melrose (St. Patrick).